# Заводское (Ленинский район)
За́водское (до 1948 года Кра́сный Кут; укр. Заводське, крымскотат. Krasnıy Kut, Красный Кут) — село в Ленинском районе (Автономной) Республики Крым в составе Мысовского сельского поселения (Мысовского сельсовета).

## Население
| 2001 | 2014 |
| ---- | ---- |
| 238  | ↘211 |

Всеукраинская перепись 2001 года показала следующее распределение по носителям языка
| Язык             | Процент |
| ---------------- | ------- |
| русский          | 77.73   |
| украинский       | 20.59   |
| крымскотатарский | 1.68    |

## Современное состояние
На 2017 год в Заводском числится 4 улицы; на 2009 год, по данным сельсовета, село занимало площадь 70 гектаров на которой, в 100 дворах, проживало 240 человек.

## География
Расположено примерно в 9 километрах (по шоссе) на север от районного центра Ленино, там же ближайшая железнодорожная станция Семь колодезей (на линии Джанкой — Керчь), на мысе Красный Кут на берегу Арабатского залива, высота центра села над уровнем моря — 26 м. Курорт. Есть рыбный промысел и лагерь отдыха.

## История
Впервые название встречается в Крымскотатарской энциклопедии, согласно которой, по данным всесоюзная перепись населения 1939 года в селе проживало 353 человека, при этом на километровой карте Генштаба Красной армии 1941 года, как и на карте 1942 года, обозначен незначительный рыбный промысел Красный Кут.
В годы Великой Отечественной войны, во время Керченской оборонительной операции, 11 мая 1942 года село подверглось бомбёжке фашистской авиацией, от которой погибло трое детей. Памятник погибшим установлен на окраине села. После завершения Керченской оборонительной операции, в районе села Красный Кут находился некий пункт содержания советских военнопленных. Установлены сведения о пяти неизвестных солдатах Крымского фронта, умерших в здесь летом 1942 года. В память о них 3 декабря 2018 года открыт мемориальный комплекс. При освобождении Крыма в апреле 1944 года в ходе боёв у села Красный Кут погибли 13 солдат и 2 офицера Приморской армии, похороненные здесь же в братской могил. Постановлением Совета министров Республики Крым № 627 от 20 декабря 2016 года отнесённый к категории объектов культурного наследия России.
С 25 июня 1946 года селение в составе Крымской области РСФСР. Указом Президиума Верховного Совета РСФСР от 18 мая 1948 года, уже село Красный Кут Ленинского района переименовали в Заводское. С 25 июня 1946 года Заводское в составе Крымской области РСФСР, а 26 апреля 1954 года Крымская область была передана из состава РСФСР в состав УССР. Время включения в Ильичёвский сельский совет пока не установлено: на 15 июня 1960 года село уже числилось в его составе, к 1977 году Заводское передано в Мысовской сельсовет. По данным переписи 1989 года в селе проживало 305 человек. С 12 февраля 1991 года село в составе восстановленной Крымской АССР, 26 февраля 1992 года переименованной в Автономную Республику Крым. С 21 марта 2014 года в составе Крыма аннексировано Россией.